# Metropolitan-Vickers
A Metropolitan-Vickers, Metrovick ou Metrovicks, foi uma indústria britânica de engenharia elétrica pesada que operou na primeira metade do século XX. Quando fundada no final do século XIX tinha o nome de British Westinghouse.

## História

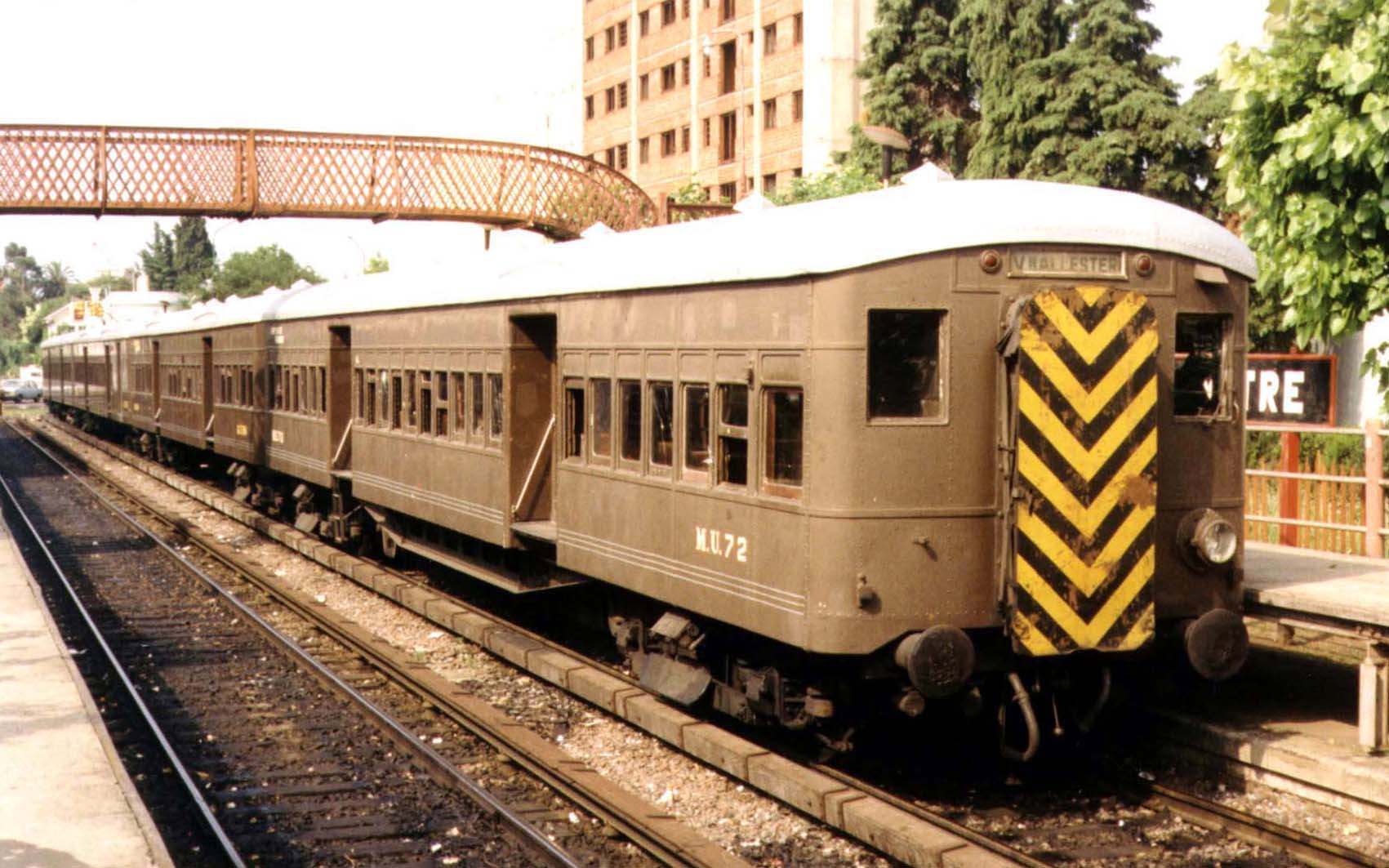
Equipamento ferroviário operado pela Ferrocarriles Argentinos, fabricado pela Metropolitan-Vickers.

Altamente diversificados, a empresa era particularmente conhecidos por seus equipamentos elétricos industriais, como geradores, turbinas a vapor, conjuntos de manobra, transformadores, eletrônicos e equipamentos de tração ferroviária.
A Metrovick tem um lugar na história como construtores do primeiro computador de transistor comercial, o Metrovick 950, e o primeiro motor a jato de fluxo axial britânico, o Metropolitan-Vickers F.2.
Sua fábrica em Trafford Park, Manchester, foi durante a maior parte do século XX uma das maiores e mais importantes instalações de engenharia pesada na Grã-Bretanha e do mundo. A empresa passou por um processo de fusão e foi adquirida pela General Electric Company.